# Ърнест спасява Коледа
„Ърнест спасява Коледа“ (на английски: Ernest Saves Christmas) е американска комедия от 1988 г. на режисьора Джон Чери, и с участието на Джим Варни. Това е третият филм на героя Ърнест П. Уорел, и се разказва за опита на Ърнест да намери заместник за възрастния Дядо Коледа.